# Mouse Trap (videogioco 1986)
Mouse Trap, scritto anche Mousetrap, è un videogioco a piattaforme con un topo antropomorfo come protagonista, pubblicato nel 1986 per Acorn Electron e BBC Micro dalla Tynesoft e nel 1987 per Amiga, Atari 8-bit, Atari ST e Commodore 64 dalla Micro Value, un marchio a minor costo appartenente alla stessa Tynesoft. In Nord America uscì anche con il titolo Mouse Quest.

## Modalità di gioco
Il gioco è un tipico platform nello stile di Manic Miner, semplice nel funzionamento, ma non facile da vincere. Il giocatore controlla il topo Melvin attraverso una serie di livelli a schermata fissa, con vista di profilo e stile grafico da cartone animato. Ogni livello è composto da una diversa struttura di piattaforme di vario tipo, a volte anche mobili, che possono richiedere una certa strategia per essere attraversate.
Melvin può soltanto camminare in orizzontale e saltare e per completare un livello deve raccogliere tutti gli oggetti buoni sparsi per lo schermo, che possono essere formaggio, frutta, torte o altro. Dopo aver raccolto tutto bisogna raggiungere la porticina di uscita, di solito posta in un punto difficile da accedere.
I nemici sono vari tipi di creature o di oggetti di ogni genere, comprese stranezze come uova al tegamino e rotoli di carta igienica volanti, che si muovono secondo schemi predefiniti. Si perde una vita in caso di contatto con uno qualsiasi dei pericoli, di cadute da altezze eccessive, o di esaurimento del tempo a disposizione per il livello.